# 鬼侯
鬼侯，商朝末年鬼方首领。

## 生平
鬼侯在商朝和周方的联合打击下，他率领部分鬼方部民归降商朝，后来因功被商王封为侯。纣王时，他把女儿嫁给纣王，封地在九侯城（鬼侯城，今河北省磁县）。九侯与鄂侯、西伯昌为三公。九侯之女貌美，不喜淫乐，一说“无不喜淫”。纣王大怒，将她杀死，九侯被加以醢刑。鄂侯为他争辨，纣王把鄂侯做成肉干。

## 文艺形象
明朝小说《封神演义》里九侯被写作东伯侯姜桓楚，与西伯侯姬昌、南伯侯鄂崇禹（鄂侯）、北伯侯崇侯虎并称商朝的四大诸侯。封神榜中封为帝车星。
- 《封神榜》张应湘 饰
- 《封神榜之凤鸣岐山》安瑞云 饰
- 《封神第一部：朝歌风云》杨立新 饰